# Kalcijum nitrat
Kalcijum nitrat (Norveška šalitra), je neorgansko jedinjenje sa formulom . Ova bezbojna so apsorbuje vlagu iz vazduha i obično se nalazi u obliku tetrahidrata.
On se uglavnom koristi kao komponenta đubriva mada ima i druge primene. Nitrokalcit je ime minerala koji je po sastavu hidratisani kalcijum nitrat. On se formira kao eflorescens na mestima gde je stajsko đubrivo u kontaktu sa betonom u suvoj sredini. Niz srodnih soli je poznat, među kojima su kalcijum amonijum nitrat dekahidrat i kalcijum kalijum nitrat dekahidrat.

## Proizvodnja i reaktivnost
Kalcijum nitrat je bio prvo sintetičko azotno đubrivo. Proizvodnja je počela u Notodenu u Norveškoj 1905. Najveći deo svetske proizvodnje kalcijum nitrata u današnje vreme dolazi iz Porsgruna, Norveška.
On je proizvodi tretiranjem krečnjaka sa azotnom kiselinom, čemu sledi neutralizacija amonijakom:
On je takođe nusprodukt nitrofosfatnog procesa za ekstrakciju kalcijum fosfata:
On se može pripremiti iz vodenog rastvora amonijum nitrata, i kalcijum hidroksida:
Poput srodnih zemnoalkalnih metalnih nitrata (kao i LiNO3), kalcijum nitrat se razlaže nakon zagrevanja uz oslobađanje azot dioksida:

## Spoljašnje veze
- Kalcijum nitrat